# Delsbo landskommun
Delsbo landskommun var en tidigare kommun i Gävleborgs län. Centralort var Delsbo och kommunkod 1952-1970 var 2128.

## Administrativ historik
Delsbo landskommun inrättades den 1 januari 1863 i Delsbo socken i Hälsingland när 1862 års kommunalförordningar trädde i kraft. 
Kommunen påverkades inte av kommunreformen 1952.
Den 1 januari 1954 överfördes till Delsbo landskommun och församling från Hälsingtuna landskommun och församling ett obebott område (Hallsta 2:7) omfattande en areal av 0,02 km², varav allt land.
Den 1 januari 1958 överfördes från Delsbo landskommun och församling till Ljusdals landskommun och församling ett område (Bjart) med 12 invånare och omfattande en areal av 2,53 km², varav 2,27 km² land.
Den 1 januari 1971 blev Delsbo landskommun en del av den nya Hudiksvalls kommun.

### Kyrklig tillhörighet
I kyrkligt hänseende tillhörde kommunen Delsbo församling.

## Kommunvapnet
Blasonering: I rött fält en smidestång och en smideshammare av guld, stolpvis ställda.
Detta vapen antogs av kommunen den 16 december 1963. Vapnet var ej fastställt av Kungl. Maj:t. Se artikeln om Hudiksvalls kommunvapen för mer information.

## Geografi
Delsbo landskommun omfattade den 1 januari 1952 en areal av 475,30 km², varav 423,40 km² land. Efter nymätningar och arealberäkningar samt områdesöverföringar färdiga den 1 januari 1961 omfattade landskommunen samma datum en areal av 504,81 km², varav 451,42 km² land.

### Tätorter i kommunen 1960
I Delsbo landskommun fanns tätorten Delsbo, som hade 1 288 invånare den 1 november 1960. Tätortsgraden i kommunen var då 30,4 procent.

## Politik

### Mandatfördelning i valen 1938-1966
| 10 | 13 | 2 | 3 |

| 28 |

| 8 | 17 |  | 2 |

| 27 |

|  | 9 | 15 |  | 2 |

| 27 |

| 11 | 13 | 2 | 2 |

| 26 |

| 12 | 12 | 2 | 2 |

| 25 |

| 10 | 15 |  | 2 |

| 25 |

| 11 | 14 |  | 2 |

| 25 |

| 10 | 14 | 2 | 2 |

| 23 | 5 |

### Fotnoter
1. 1 2 3   ( PDF) Folkräkningen den 1 november 1960, I, Folkmängd inom kommuner och församlingar efter kön, ålder, civilstånd m.m.. Stockholm: Statistiska centralbyrån. 1961. sid. 54 & 203-204. Arkiverad från originalet den 15 juli 2015. https://www.webcitation.org/6a1zkRbkC?url=http://www.scb.se/Grupp/Hitta_statistik/Historisk_statistik/_Dokument/SOS/Folkrakningen_1960_01.pdf. Läst 16 november 2017 Arkiverad 14 oktober 2013 hämtat från the Wayback Machine.
2. ↑  Per Andersson: Sveriges kommunindelning 1863-1993, Draking, Mjölby 1993, ISBN 91-87784-05-X, s. 89
3. ↑  ”Svenska Heraldiska Föreningens vapendatabas”. Arkiverad från originalet den 18 oktober 2012. https://web.archive.org/web/20121018011750/http://databas.heraldik.se/index.php. Läst 16 januari 2011.
4. ↑   (PDF) Folkräkningen den 31 december 1950, I, Areal och folkmängd inom särskilda förvaltningsområden m.m., Tätorter. Stockholm: Statistiska centralbyrån. 1952-05-19. sid. 105. Arkiverad från originalet den 1 oktober 2014. https://www.webcitation.org/6T09ZkyrB?url=http://www.scb.se/Grupp/Hitta_statistik/Historisk_statistik/_Dokument/SOS/Folkrakningen_1950_1.pdf. Läst 9 oktober 2014 Arkiverad 29 oktober 2013 hämtat från the Wayback Machine.
5. ↑   ( PDF) Folkräkningen den 1 november 1960, II, Folkmängd inom tätorter efter kön, ålder och civilstånd.. Stockholm: Statistiska centralbyrån. 1961. sid. 27. Arkiverad från originalet den 29 juni 2015. https://www.webcitation.org/6ZeEB9Ija?url=http://www.scb.se/Grupp/Hitta_statistik/Historisk_statistik/_Dokument/SOS/Folkrakningen_1960_02.pdf. Läst 16 november 2017 Arkiverad 24 september 2015 hämtat från the Wayback Machine.

- Se kartdata överlagrat på OSM (Kartdata)